# Mömpelgarder Altar

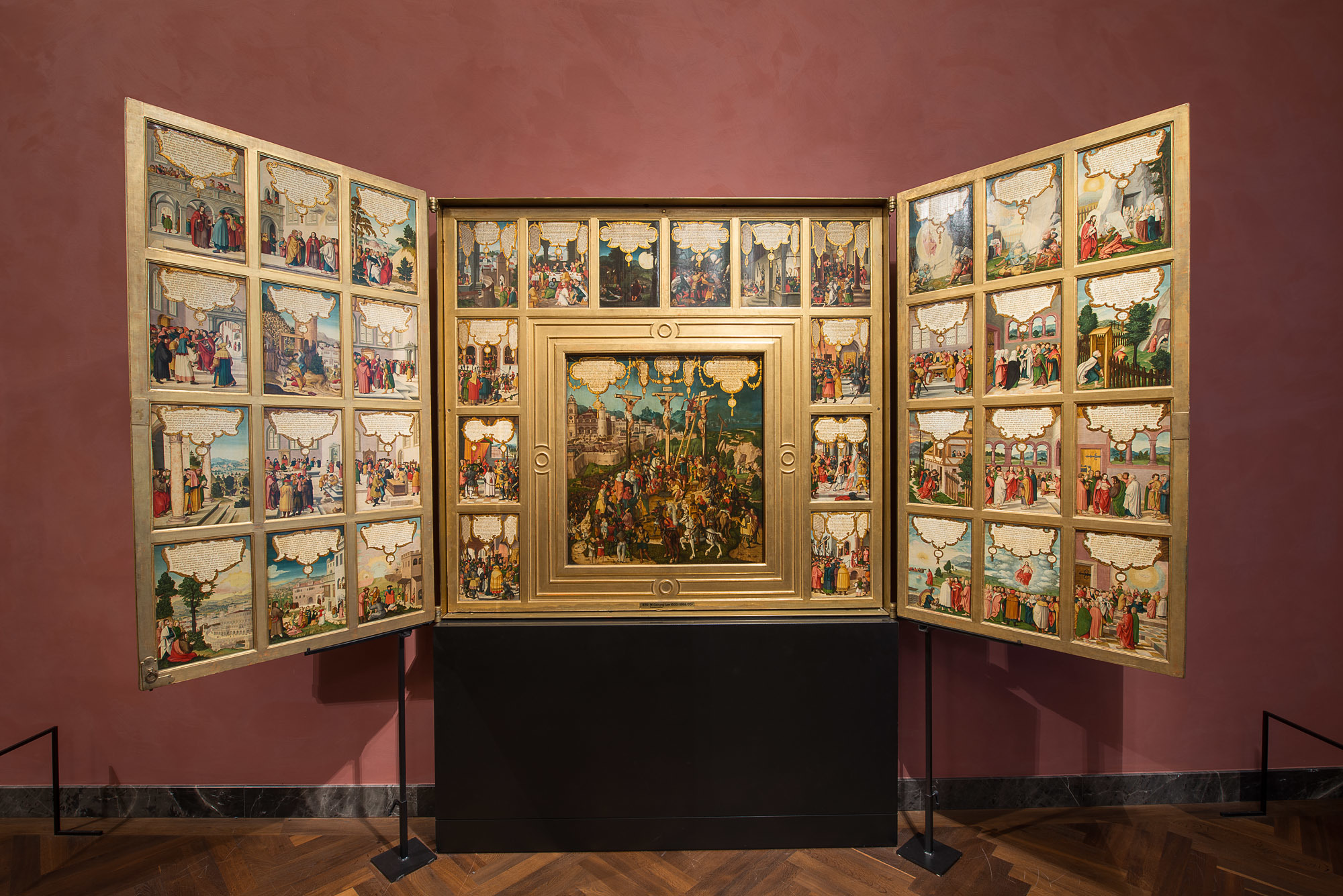
Der vollständig geöffnete Mömpelgarder Altar

Der Mömpelgarder Altar ist eine Bilderpredigt über das Leben und Wirken von Jesus Christus in Gestalt einer Evangelienharmonie. Der um 1540 für die Kirche St. Maienboef in Mömpelgard geschaffene Flügelaltar besteht aus einem Mittelschrein sowie drei beweglichen Flügelpaaren mit insgesamt 157 Bildern, die wie ein Buch gelesen werden können. Gestaltet wurden die Bilder vom Herrenberger Renaissance-Maler Heinrich Füllmaurer auf Basis der Bibelübersetzung des Reformators Martin Luther aus dem Jahr 1522 und der 1526 veröffentlichten Evangelienharmonie von Jakob Beringer. Als Berater Füllmaurers fungierte der Theologe Kaspar Gräter.
Das Original des Altars befindet sich gegenwärtig im Kunsthistorischen Museum in Wien. Anlässlich des 500. Reformationsjubiläums ließ die Evangelische Kirchengemeinde Herrenberg 2015 im Rahmen des Themenjahrs „Bild und Bibel“ einen transportablen Nachbau anfertigen, der in der Stiftskirche Herrenberg auf der Turmempore beheimatet ist.

## Geschichte

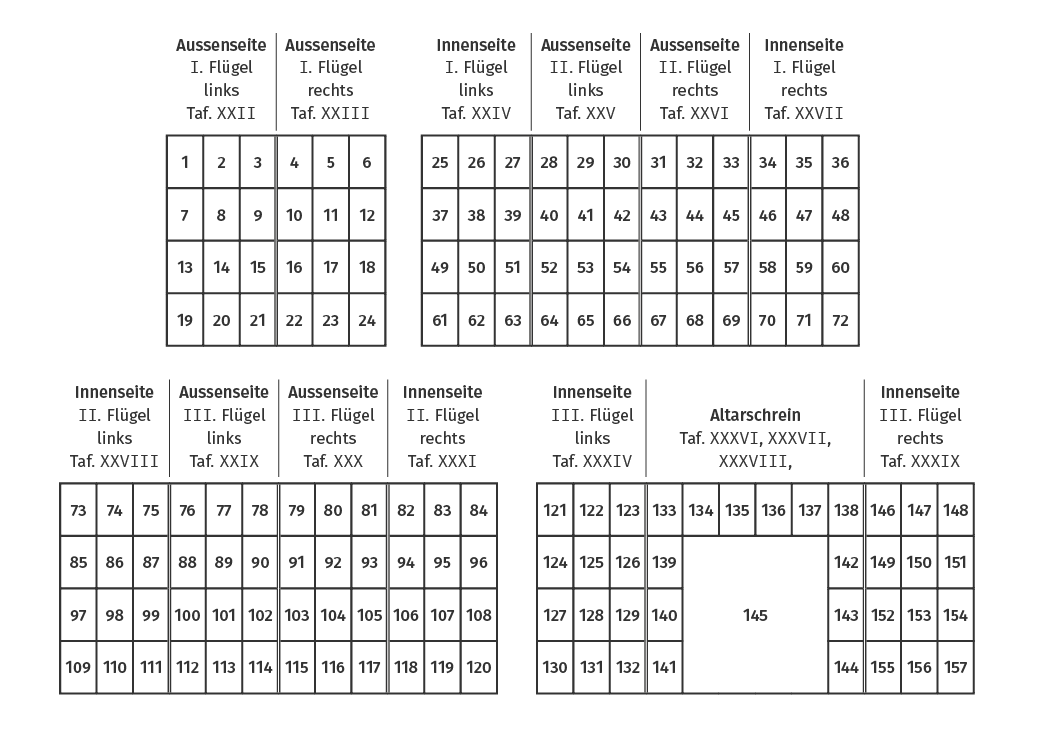
Aufbau des Mömpelgarder Altars mit Nummerierung der „Wiener Zählung“

Der Flügelaltar für die Pfarrkirche St. Maienboef in Mömpelgard (heute Montbéliard in Frankreich) wurde vom Regenten der Grafschaft Mömpelgard Graf Georg von Württemberg in Auftrag gegeben und um 1540 fertiggestellt. Aus der Kirche gelangte der Altar um 1600 in die herzogliche Kunstkammer von Herzog Friedrich I. in Stuttgart. Dort sah ihn Philipp Hainhofer und erwähnte ihn 1616 in einem Reisebericht mit Angabe seiner Herkunft aus Mömpelgard. Nach der verlorenen Schlacht bei Nördlingen im Dreißigjährigen Krieg wurde der Altar 1634 zusammen mit weiteren Werken aus der Kunstkammer von den kaiserlichen Truppen unter Ferdinand III. nach Wien in die habsburgische Sammlung gebracht und ist nun im Kunsthistorischen Museum aufgestellt.
Im „Jahrbuch der Kunsthistorischen Sammlungen des Allerhöchsten Kaiserhauses“ hat Heinrich Modern 1896 als Erster eine Abhandlung über den Altar publiziert. Anhand eines von ihm entworfenen Schemas, das auch als „Wiener Zählung“ bekannt ist, hat er die Bildtafeln von 1 bis 157 durchnummeriert und mit Beschreibungen versehen.
Die Schaffung des Mömpelgarder Altars sowie des Gothaer Tafelaltars konnte erst 1971 durch den Kunsthistoriker Werner Fleischhauer eindeutig Heinrich Füllmaurer zugeschrieben werden. Heinrich Modern hatte 1896 als Maler für beide Altäre Hans Leonhard Schäufelein genannt.

## Gestaltung des Altars
Der aus Fichtenholz gefertigte Altar besteht aus einem Mittelschrein und drei beiderseits bemalten Flügelpaaren. Das Mittelbild im Schrein ist 98 × 91 cm groß und von 12 kleineren Bildern an drei Seiten umrandet. Die einzelnen Flügel haben die Maße von 185 × 101 cm und beinhalten pro Seite 12 Bilder, die in 4 Reihen mit 3 Bildern angeordnet sind. Die insgesamt 156 kleinen Bilder sind jeweils 41 × 28 cm groß.
Die bildlichen Darstellungen werden durch entsprechende Bibelverse ergänzt. Diese Texte stehen auf weißen Schriftfeldern, die von goldenen Blattornamenten umrahmt werden, jeweils im oberen Drittel der Tafeln platziert sind und einen wesentlichen Bestandteil jedes Bildes ausmachen.
Darunter hängen mit Quasten geschmückte Medaillons, die Angaben über die passenden Kapitel aus den vier Evangelien und der Apostelgeschichte enthalten. Auf manchen Bildern wird nur eine Szene gezeigt, oft sind zwei oder mehr Motive auf einem Bild: ein Hauptmotiv im Vordergrund und kleinere Szenen im Mittel- oder Hintergrund. Die 157 Bilder enthalten dadurch mehr als 250 Einzelszenen. Im Mittelschrein des Altars sind die Passionsgeschichte sowie die Kreuzigung dargestellt.
Die nachfolgende Auflistung beschreibt die Bilder nach der Nummerierung von Heinrich Modern:

### Schauseite mit geschlossenen Flügeln
1. Die Ankündigung der Geburt Johannes des Täufers durch einen Engel (Lk 1,5-20 EU) (Hintergrund rechts) / Der stumm gewordene Zacharias steht vor dem Volk (Lk 1,21-22 EU)
2. Die Ankündigung der Geburt Jesu (Lk 1,26-38 EU)
3. Besuch der Maria bei Elisabeth mit Lobgesang der Maria (Lk 1,39-56 EU)
4. Ein Engel ermahnt Josef im Traum, Maria als seine Frau zu sich zu nehmen (Mt 1,18-21 EU)
5. Die Geburt des Johannes (Lk 1,57-58 EU) / Zacharias schreibt den Namen Johannes (Lk 1,59-64 EU) (Hintergrund links)
6. Verkündigung an die Hirten (Lk 2,8-13 EU) (Hintergrund) / Die Geburt Jesu mit der Anbetung der Hirten (Lk 2,1-16 EU)
7. Die Beschneidung Jesu (Lk 2,21 EU)
8. Die Anbetung der Könige (Mt 2,1-11 EU)
9. Darstellung Jesu im Tempel mit dem Lobgesang des Simeon und Rede der Prophetin Hanna (Lk 2,22-38 EU)
10. Die Flucht nach Ägypten (Mt 2,13-14 EU) (Hintergrund) / Der Kindermord des Herodes (Mt 2,16 EU)
11. Die Rückkehr von Ägypten nach Nazareth (Mt 2,19-23 EU) (Mittelgrund) / Die Heilige Familie bei der Arbeit
12. Der zwölfjährige Jesus im Tempel (Lk 2,41-49 EU)
13. Johannes der Täufer predigt in der Wüste (Mt 3,1-4 EU) / Johannes tauft im Jordan (Mt 3,5-6 EU) (Mittelgrund)
14. Bußpredigt des Johannes: Von der Axt an der Wurzel des Baumes (Mt 3,7-10 EU)
15. Johannes predigt den Zöllnern und Soldaten: Wer zwei Gewänder hat, der gebe eines davon dem, der keines hat (Lk 3,11-14 EU)
16. Das Zeugnis Johannes des Täufers über sich und Christus (Joh 1,19-27 EU)
17. Jesu Taufe im Jordan (Mt 3,13-17 EU)
18. Die Versuchung Jesu in der Wüste (Mt 4,1-4 EU) / Die Versuchung Jesu auf dem Tempeldach (Mt 4,5-7 EU) (Mittelgrund rechts) / Die Versuchung Jesu auf einem hohen Berg (Mt 4,8-9 EU) (Mittelgrund links)
19. Johannes der Täufer weist Andreas auf Jesus hin (Joh 1,35-36 EU) (Mittelgrund) / Andreas und Simon Petrus werden zu Jüngern Jesu (Joh 1,40-42 EU)
20. Jesus beruft Philippus (Joh 1,43-44 EU) / Philippus bringt Nathanael zu Jesus (Joh 1,45-50 EU) (Mittelgrund)
21. Jesus lehrt das Volk vom Boot aus (Lk 5,1-3 EU) / Der reiche Fischzug des Petrus (Lk 5,4-7 EU) (Mittelgrund) / Berufung von Jakobus und Johannes (Mt 4,21-22 EU) (Mittelgrund rechts)
22. Die Hochzeit zu Kana (Joh 2,1-10 EU)
23. Jesus lehrt und heilt in Galiläa (Mt 4,23-25 EU)
24. Jesus tauft in Judäa (Joh 3,22 EU) / Das letzte Zeugnis des Täufers von Jesus (Joh 3,25-30 EU) (Mittelgrund rechts)

### Schauseite nach Öffnung des ersten Flügelpaars
1. Jesus im Gespräch mit Nikodemus (Joh 3,1-7 EU)
2. Jesus und die Samariterin am Jakobsbrunnen (Joh 4,5-19 EU)
3. Der Hauptmann von Kapernaum (Mt 8,5-13 EU)
4. Heilung eines Besessenen in Kapernaum (Mk 1,21-27 EU)
5. Jesus heilt im Haus des Petrus dessen Schwiegermutter (Mk 1,29-31 EU) (Mittelgrund) / Jesus heilt Kranke und Besessene (Mk 1,32-34 EU)
6. Jesus in Kapernaum – Rückzug und Aufbruch (Mk 1,35-39 EU)
7. Vom Ernst der Nachfolge Jesu: Die Hand am Pflug (Lk 9,57-62 EU)
8. Die Stillung des Sturms (Mt 8,23-27 EU)
9. Die Heilung des besessenen Gadareners, bei der die Dämonen in eine Schweineherde fahren (Lk 8,26-39 EU)
10. Die Heilung eines Aussätzigen (Lk 5,12-15 EU) / Jesus geht an einen einsamen Ort um zu beten (Lk 5,16 EU) (Mittelgrund rechts)
11. Jesu Predigt in Nazareth (Lk 4,16-22 EU)
12. Die Verstoßung Jesu aus Nazareth (Lk 4,25-30 EU)
13. Herodes wirft Johannes den Täufer ins Gefängnis (Mk 6,17-20 EU)
14. Der Beginn des Wirkens Jesu in Galiläa (Mt 4,12-17 EU)
15. Bergpredigt – Die Seligpreisungen (Mt 5,1-12 EU)
16. Bergpredigt – Vom Salz und Licht (Mt 5,13-16 EU) / Jesu Stellung zum Gesetz (Mt 5,17-18 EU) (Mittelgrund rechts)
17. Bergpredigt – Von der Versöhnung (Mt 5,23-24 EU) / Vom Töten und anderen Sünden (Mt 5,21-36 EU) (Mittelgrund)
18. Bergpredigt – Vom Verzichten auf Widerstand (Mt 5,38-40 EU) / Vom Almosengeben (Mt 5,42 EU) (vorne rechts) / Von der Wegbegleitung (Mt 5,41 EU) (Mittelgrund rechts)
19. Bergpredigt – Vom heuchlerischen Almosengeben und dem Geben im Verborgenen (Mt 6,1-4 EU) / Vom heuchlerischen Beten auf der Straße und dem stillen Beten (Mt 6,5-6 EU) (linker Rand und Fenster oben) / Vom heuchlerischen Fasten und vom Fasten im Geheimen (Mt 6,16-18 EU) (Mittelgrund)
20. Ablehnung der Erbteilung (Lk 12,13-15 EU) / Das Gleichnis vom reichen Kornbauern (Lk 12,16-21 EU) (Mittelgrund)
21. En reicher Mann fordert Rechenschaft von seinem unehrlichen Verwalter (Lk 16,1-2 EU) / Der Verwalter hilft den Schuldnern seines Herrn (Lk 16,3-9 EU) (Mittelgrund rechts)
22. Bergpredigt – Vom Schätzesammeln und der rechten Sorge (Mt 6,24-34 EU)
23. Das Gleichnis vom reichen Mann und armen Lazarus: ihr Leben (Lk 16,19-21 EU) / ihr Sterben (Lk 16,22 EU) (Mittelgrund) / ihr Aufenthalt im Jenseits (Lk 16,22-23 EU) (Hintergrund links)
24. Bergpredigt – Vom Richten (Mt 7,3-5 EU) / Von der Entweihung des Heiligen (Mt 7,6 EU) (vorne rechts) / Die Frage des Maßes (Mt 7,1-2 EU) (Mittelgrund)
25. Bergpredigt – Vom Bitten und Anklopfen um Mitternacht (Lk 11,5-10 EU) (vorne links) / Vom Bitten um Brot, Fisch und Ei (Mt 7,9-10 EU), (Lk 11,12 EU) (vorne rechts) / Vom Bitten um den Heiligen Geist (Lk 11,13 EU) (Mittelgrund)
26. Bergpredigt – Vom schmalen und vom breiten Weg und den falschen Propheten (Mt 7,13-20 EU)
27. Bergpredigt – Vom Hausbau (Mt 7,24-27 EU) (rechte Bildhälfte) / Vom Erfüllen des Willens des Vaters (Mt 7,21-23 EU) (Mittelgrund links)
28. Jaïrus bittet Jesus (Mk 5,21-23 EU) / Heilung der blutflüssigen Frau (Mk 5,24-34 EU) (Mittelgrund rechts)
29. Auferweckung der Tochter des Jaïrus (Mk 5,35-43 EU)
30. Die Heilung zweier Blinder (Mt 9,27-31 EU)
31. Die Heilung eines Gelähmten (Der Gichtbrüchige) / Der Gelähmte geht mit seinem Bett nachhause (Vordergrund rechts) (Mt 9,1-7 EU)
32. Die Berufung des Matthäus (Mt 9,9 EU) (linke Bildhälfte) / Das Mahl mit den Zöllnern (Mt 9,10-13 EU) (rechte Bildhälfte)
33. Heilung eines besessenen Stummen (Mt 9,32-34 EU)
34. Jesus heilt Kranke (Mk 6,5 EU) / Die Aussendung der zwölf Apostel (Mk 6,6-13 EU) (Mittelgrund)
35. Ermutigung zum Ausharren in Verfolgung (Mt 10,16-28 EU)
36. Aufnahme um Jesu willen (Mt 10,40-42 EU) (vorne rechts) / Entzweiung um Jesu willen: Gleichnis vom Turmbau (Lk 14,25-30 EU) (linke Bildhälfte) / Gleichnis vom Kriegführen (Lk 14,31-32 EU) (Mittelgrund rechts)
37. Auferweckung des Jünglings zu Naïn (Lk 7,11-16 EU)
38. Der gefangene Johannes der Täufer im Gespräch mit zwei seiner Jünger (Lk 7,18-19 EU) (Mittelgrund rechts) / Die Anfrage des Täufers bei Jesus und dessen Antwort (Lk 7,20-23 EU)
39. Jesu Zeugnis über Johannes (Lk 7,29-35 EU)
40. Das Ährenraufen der Jünger am Sabbat (Mt 12,1-6 EU)
41. Die Heilung eines Mannes am Sabbat (Mt 12,9-14 EU)
42. Jesus heilt Kranke und Besessene und wird als Sohn Gottes bezeichnet (Mk 3,7-12 EU)
43. Jesu Weheruf über galiläische Städte und Lobpreisung des Vaters (Mt 11,20-27 EU)
44. Die Zeichenforderung der Pharisäer (Mt 12,38-42 EU)
45. Jesu wahre Verwandte (Lk 8,19-21 EU) / Jesus zieht mit den Aposteln und einigen Frauen weiter (Lk 8,1-3 EU) (Mittelgrund rechts)
46. Jesus lehrt das Volk vom Boot aus (Mk 4,1-2 EU) (Mittelgrund) / Das Gleichnis vom Sämann (Mk 4,3-9 EU)
47. Das Gleichnis vom Unkraut unter dem Weizen (Mt 13,24-30 EU) / Das Gleichnis vom Sauerteig (Mt 13,33 EU) (Mittelgrund rechts)
48. Jesus erzählt Gleichnisse über das Himmelreich (vorne links) / Das Gleichnis vom Schatz im Acker (Mt 13,44 EU) (vorne rechts) / Das Gleichnis von der kostbaren Perle (Mt 13,45-46 EU) (Mittelgrund rechts) / Das Gleichnis vom Fischnetz (Mt 13,47-48 EU) (Mittelgrund) / Gleichnis vom Hausvater (Mt 13,51-52 EU) (Mittelgrund, rechter Rand)

### Schauseite nach Öffnung des zweiten Flügelpaars
1. Tanz der Salome beim Gastmahl des Herodes (Mk 6,21-23 EU) (Hintergrund) / Der Henker übergibt das abgeschlagene Haupt Johannes des Täufers der Tochter der Herodias (Mk 6,24-28 EU)
2. Gedanken des Herodes über Jesus (Mk 6,14-20 EU) / Die Jünger Jesu heilen Kranke und Besessene (Mk 6,13 EU) (rechte Bildhälfte)
3. Die Speisung der Fünftausend (Joh 6,5-13 EU)
4. Jesus und der sinkende Petrus auf dem See (Mt 14,22-32 EU)
5. Rede Jesu in der Synagoge von Kafarnaum: Jesus bezeichnet sich als das Brot des Lebens (Joh 6,28-40 EU)
6. Krankenheilungen in Genezareth (Mk 6,53-56 EU)
7. Von Reinheit und Unreinheit (Mt 15,1-20 EU) / Gleichnis vom Blindensturz (Mt 15,14 EU) (Hintergrund)
8. Der Glaube der kanaanäischen Frau (Mt 15,21-28 EU)
9. Heilung eines Taubstummen (Mk 7,31-37 EU) / Weitere Krankenheilungen (Mt 15,29-31 EU) (Mittelgrund)
10. Die Speisung der Viertausend (Mk 8,1-9 EU)
11. Die Zeichenforderung der Pharisäer (Mt 16,1-4 EU)
12. Die Heilung eines Blinden (Mk 8,22-26 EU)
13. Das Christusbekenntnis des Petrus (Schlüsselübergabe) (Mt 16,13-20 EU) / Christus wandert mit den Aposteln nach Jerusalem (vorne rechts)
14. Die Verklärung Jesu (Mt 17,1-6 EU)
15. Christus kommt vom Berg Tabor (Mt 17,14 EU) (Mittelgrund links) / Ein Vater kommt mit seinem mondsüchtigen Sohn zu den Aposteln (Mt 17,16 EU) (vorne links) / Die Heilung des mondsüchtigen Knaben (Mt 17,14-18 EU)
16. Befragung des Petrus durch die Steuereintreiber (Mt 17,24 EU) (Mittelgrund links) / Von der Zahlung der Tempelsteuer (Mt 17,24-27 EU) / Petrus fängt den Fisch mit der Steuermünze (Mt 17,27 EU) (Hintergrund links)
17. Der Rangstreit der Jünger (Mt 18,1-9 EU)
18. Ein Fremder treibt in Christi Namen Dämonen aus (Mk 9,38 EU) (Mittelgrund links) / Gespräch mit Jesus über den fremden Wundertäter (Mk 9,38-40 EU)
19. Von den Bruderpflichten (Mt 18,15-22 EU) / Gleichnis vom Schalksknecht (Mt 18,23-35 EU) (Mittelgrund)
20. Von Ehe, Ehescheidung, Ehelosigkeit (Mt 19,1-12 EU)
21. Jesus segnet die Kinder (Mk 10,13-16 EU)
22. Aussendung der zweiundsiebzig (siebzig) Jünger (Lk 10,1-16 EU) / Rückkehr der Jünger (Lk 10,17-24 EU) (vorne links)
23. Der reiche Jüngling (Lk 18,18-23 EU) / Gleichnis vom Nadelöhr (Lk 18,24-29 EU) (Mittelgrund rechts)
24. Der Lohn der Nachfolge (Mt 19,27-30 EU)
25. Das Gleichnis von den Arbeitern im Weinberg (Mt 20,1-16 EU)
26. Jesus bei Maria und Marta (Lk 10,38-42 EU)
27. Weheruf gegen die Pharisäer und Schriftgelehrten (Lk 11,37-42 EU)
28. Untergang der Galiläer: Mahnung zur Umkehr (Lk 13,1-3 EU) / Der Turm von Siloah (Lk 13,4-5 EU) (Mittelgrund links) / Das Gleichnis vom Feigenbaum ohne Früchte (Lk 13,6-9 EU) (rechte Bildhälfte)
29. Die Heilung einer verkrümmten Frau am Sabbat (Lk 13,10-16 EU) / Versorgung von Ochs und Esel am Sabbat (Lk 13,15 EU) (Hintergrund rechts)
30. Die Feindschaft des Herodes und Jesu Klage über Jerusalem (Lk 13,31-34 EU)
31. Die Heilung eines Wassersüchtigen am Sabbat (Lk 14,1-4 EU) / Von Rangordnung und Auswahl der Gäste (Lk 14,7-11 EU) (Mittelgrund links) / Der in den Brunnen gefallene Ochse (Lk 14,5 EU) (Mittelgrund rechts)
32. Jesus erzählt Gleichnisse / Vom verlorenen Schaf (Lk 15,1-7 EU) (Mittelgrund links) / Vom verlorenen Groschen (Lk 15,8-10 EU) (Mittelgrund rechts)
33. Vom verlorenen Sohn: Verprassen des Erbteils (Lk 15,11-13 EU) (Mittelgrund links hinten) / Beim Schweinehüten (Lk 15,14-19 EU) (Mittelgrund links vorne) / Versöhnung mit dem Vater (Lk 15,20-21 EU) / Festmahl (Lk 15,22-24 EU) (rechts hinten) / Der Zorn des älteren Bruders (Lk 15,25-31 EU) (rechts vorne)
34. Die zehn Aussätzigen: Jesus heilt sie (Lk 17,11-14 EU) / Nur einer bedankt sich (Lk 17,15-19 EU) (Mittelgrund)
35. Von der bittenden Witwe (Lk 18,1-8 EU) / Vom Pharisäer und Zöllner (Lk 18,9-14 EU) (Mittelgrund rechts)
36. Die dritte Ankündigung von Jesu Leiden und Auferstehung (Lk 18,31-34 EU)
37. Vom Herrschen und vom Dienen (Die Söhne des Zebedäus) (Mt 20,20-28 EU)
38. Jesus spricht den Zöllner Zachäus an, der auf einen Baum gestiegen ist (Lk 19,1-10 EU)
39. Die Heilung zweier Blinder (Mt 20,29-34 EU)
40. Die Heilung eines Kranken am Teich Bethesda (Joh 5,1-9 EU) / Der Geheilte im Gespräch mit den Juden (Joh 5,10-11 EU) (Mittelgrund rechts)
41. Jesus reist zum Laubhüttenfest (Hintergrund links) (Joh 7,10 EU) / Jesus auf dem Laubhüttenfest: Zwiespalt im Volk (Joh 7,1-53 EU) / Jesus lehrt im Tempel (Joh 7,14-26 EU) (Mittelgrund rechts)
42. Jesus lehrt im Tempel (Joh 8,2 EU) (rechte Hälfte) / Jesus und die Ehebrecherin (Joh 8,1-11 EU) (linke Hälfte)
43. Die Heilung eines Blindgeborenen am Sabbat: Jesus streicht seine Augen ein (Joh 9,6 EU) / Der Blinde wäscht sich und wird sehend (Joh 9,7 EU) (vorne rechts) / Er spricht mit den Nachbarn (Joh 9,8-12 EU) (Mittelgrund rechts) / Nach einem Gespräch mit den Pharisäern wird er verstoßen (Joh 9,13-34 EU) (Hintergrund rechts) / Jesus trifft den ehemals Blinden erneut (Joh 9,35-39 EU) (Hintergrund links)
44. Jesu Predigt im Tempel vom guten Hirten (Joh 10,1-21 EU) / Menschen steigen über das Dach in einen Schafstall (Joh 10,1 EU) (Mittelgrund links) / Ein Hirt flieht vor einem Wolf (Joh 10,12-13 EU) (Hintergrund links)
45. Jesus kommt nach Bethanien (Joh 11,1-7 EU) (Mittelgrund links) / Auferweckung des Lazarus (Joh 11,1-45 EU)
46. Die Salbung Jesu in Bethanien durch eine Sünderin (Lk 7,36-50 EU)
47. Der Einzug in Jerusalem mit Ankündigung der Zerstörung der Stadt (Lk 19,28-44 EU)
48. Jesus kommt mit seinen Jüngern in den Tempel (Mk 11,15 EU) (Hintergrund links) / Die Tempelreinigung (Mk 11,15-18 EU)

### Schauseite nach Öffnung des dritten Flügelpaars
1. Die Schriftgelehrten trachten Jesus nach dem Leben (Mk 11,18 EU), die Juden fordern ein Zeichen von ihm (Joh 2,18-22 EU)
2. Einige Griechen bitten Philippus, sie zu Jesus zu bringen (Joh 12,20-21 EU) (Hintergrund links) / Die Ankündigung der Verherrlichung Jesu (Joh 12,20-28 EU)
3. Der verdorrende Feigenbaum (Mt 21,18-22 EU)
4. Die Frage nach Jesu Vollmacht (Mt 21,23-27 EU) / Gleichnis von den ungleichen Söhnen (Mt 21,28-32 EU) (Mittelgrund rechts)
5. Das Gleichnis von den bösen Weingärtnern (Mt 21,33-41 EU) (linke Bildhälfte) / Das Gleichnis vom großen Abendmahl (Mt 22,1-14 EU) (Mittelgrund rechts) / Das Gleichnis vom Eckstein (Mt 21,42-44 EU) (vorne rechts)
6. Die Frage der Pharisäer wegen der Steuer (Mt 22,15-22 EU) / Die Frage der Sadduzäer wegen der Auferstehung der Toten (Mt 22,23-33 EU) (Hintergrund rechts)
7. Die Frage nach dem höchsten Gebot (Mt 22,34-40 EU) / Das Gleichnis vom barmherzigen Samariter (Lk 10,30-37 EU) (Mittelgrund rechts)
8. Predigt Jesu gegen die Schriftgelehrten und Pharisäer (Mt 23,1-39 EU)
9. Die Gabe der armen Witwe (Mk 12,41-44 EU) / Jesus lehrt im Tempel (Hintergrund)
10. Christi Wehklage über Jerusalem und Weissagungen über die Endzeit (Mt 24,1-44 EU)
11. Das Gleichnis von den zehn Jungfrauen (Mt 25,1-13 EU) / Das Gleichnis von den anvertrauten Geldern (Mt 25,14-30 EU) (Mittelgrund)
12. Vom Weltgericht (Mt 25,31-46 EU) (Hintergrund) / Sechs Werke der Barmherzigkeit (Mt 25,35-45 EU)
13. Jesus soll getötet werden, Judas will ihn verraten (Lk 22,1-6 EU) (linke Bildhälfte) / Vorbereitung des Passahmahles (Lk 22,7-13 EU) (rechte Bildhälfte)
14. Die Fußwaschung (Joh 13,1-20 EU) / Das letzte Abendmahl (Mt 26,20-29 EU) (Mittelgrund)
15. Jesus in Gethsemane (Mt 26,36-46 EU)
16. Die Soldaten weichen vor Jesus zurück (Joh 18,3-6 EU) (Mittelgrund links) / Die Gefangennahme Jesu (Joh 18,1-11 EU)
17. Verhandlung vor Hannas (Joh 18,12-24 EU) (rechte Bildhälfte) / Petrus geht zu den Dienern, die am Feuer sitzen (Joh 18,15-18 EU) (linke Bildhälfte)
18. Jesus wird von Petrus verleugnet (Mt 26,69-75 EU) / Jesus vor dem Hohen Rat (Mt 26,57-68 EU) (Hintergrund)
19. Jesus vor Pilatus (Mt 27,11-26 EU) (Hintergrund) / Pilatus spricht mit den Juden (Mt 27,16-17 EU)
20. Jesus vor Herodes (Lk 23,7-10 EU) / Der Tod des Judas (Mt 27,3-10 EU) (Hintergrund rechts)
21. Von Herodes geschickt steht Jesus wieder vor Pilatus (Lk 23,11-12 EU)
22. Hohepriester und Volk fordern von Pilatus nicht Jesus, sondern Barabbas freizulassen (Lk 23,13-25 EU)
23. Geißelung Jesu (Joh 19,1 EU) (rechte Bildhälfte) / Dornenkrönung und Verspottung Jesu (Joh 19,2-3 EU) (linke Bildhälfte)
24. Ecce Homo (Joh 19,4-8 EU)
25. Jesu Kreuzigung und Tod (Joh 19,16-37 EU) / Grablegung Jesu (Joh 19,38-42 EU) (Mittelgrund rechts)
26. Die Auferstehung Jesu (Apg 2,24-32 EU)
27. Die Frauen kommen zum leeren Grab (Mt 28,1-4 EU)
28. Jesus erscheint nach seiner Auferstehung Maria Magdalena (Joh 20,11-17 EU) / Die Frauen am leeren Grab (Lk 24,1-10 EU) (vorne rechts)
29. Die Bestechung der Wachen durch Hohepriester (Mt 28,11-15 EU)
30. Jesus begegnet den Frauen (Mt 28,9 EU) (Hintergrund rechts) / Die Frauen berichten den Aposteln von der Begegnung mit Jesus (Mt 28,10 EU)
31. Petrus und der andere Jünger gehen zum Grab (Joh 20,3-5 EU) / Petrus tritt als Erster ans Grab (Joh 20,6-8 EU) (Mittelgrund rechts)
32. Der Gang nach Emmaus: Jesus begleitet zwei Jünger (Lk 24,13-27 EU) (Mittelgrund links) / Die Jünger bitten ihn zu bleiben (Lk 24,28-29 EU) / Die Jünger erkennen ihn beim Brotbrechen (Lk 24,30-32 EU) (rechte Bildhälfte)
33. Jesus erscheint den Jüngern und zeigt seine Wundmale (Lk 24,36-40 EU) / Jesus speist mit den Jüngern (Lk 24,41-44 EU) (Mittelgrund rechts)
34. Jesus erscheint dem Thomas (Joh 20,24-29 EU)
35. Erscheinung des Auferstandenen am See Tiberias (Joh 21,1-11 EU) (Mittelgrund links) / Jesus lädt die Jünger zum Essen ein (Joh 21,12-13 EU) (vorne links) / Wiedereinsetzung des Petrus in sein Apostelamt (Joh 21,15-19 EU) (vorne rechts)
36. Die Himmelfahrt Jesu (Mk 16,14-19 EU)
37. Wahl des Matthias zum Apostel (Apg 1,15-26 EU) / Das Pfingstwunder (Apg 2,1-12 EU) (Hintergrund rechts)

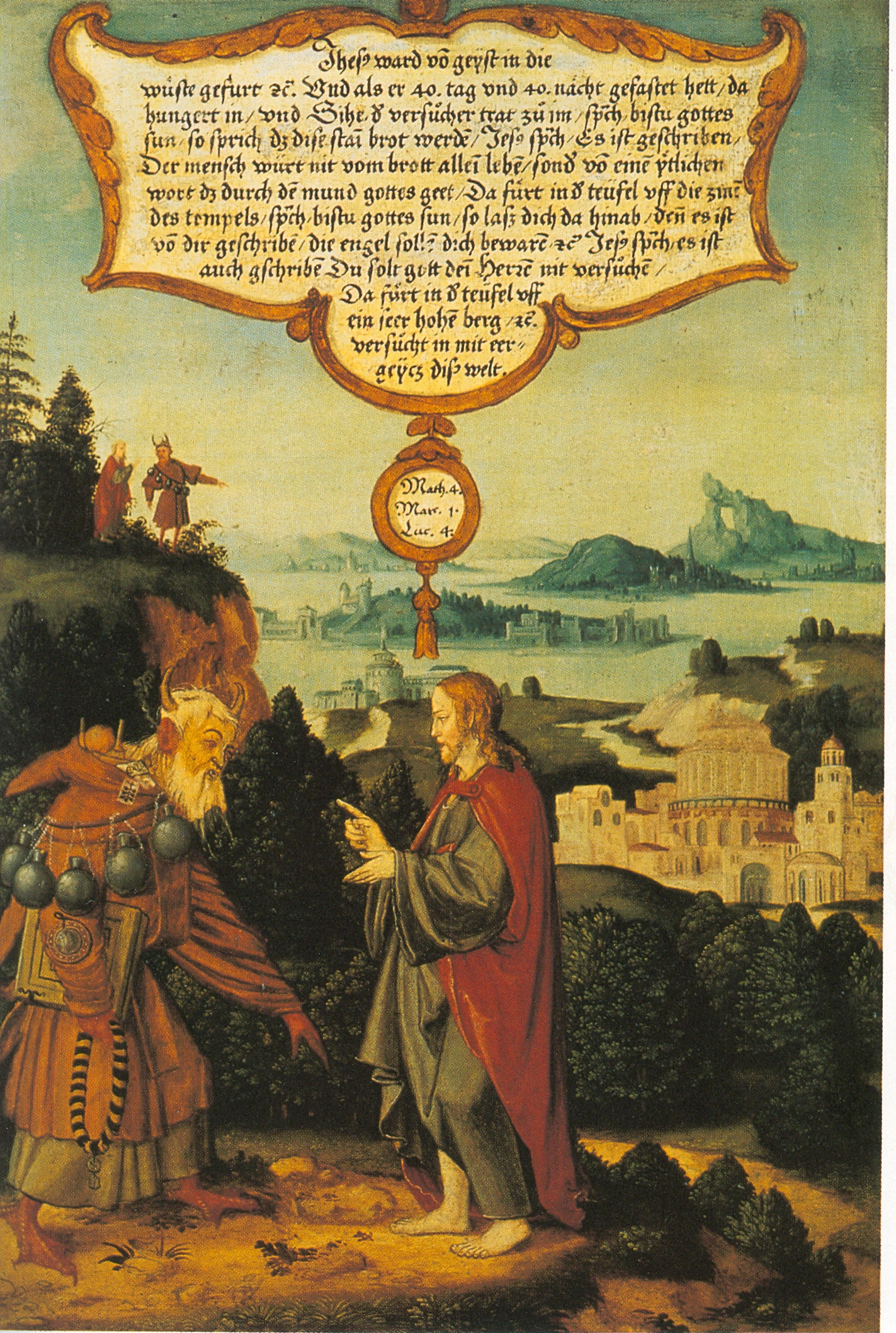
Bild 18: Die drei Versuchungen Christi
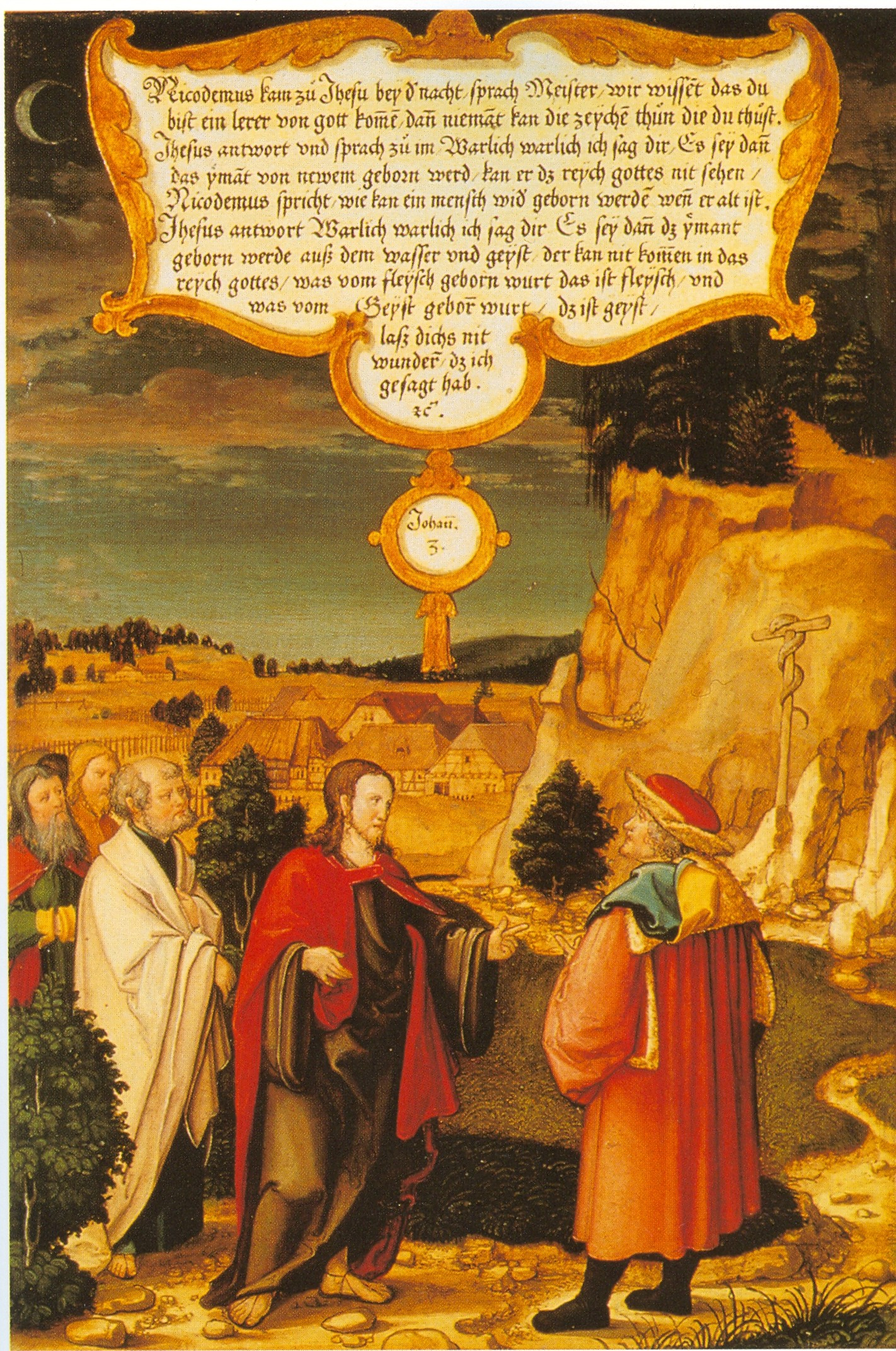
Bild 25: Jesu Gespräch mit Nikodemus
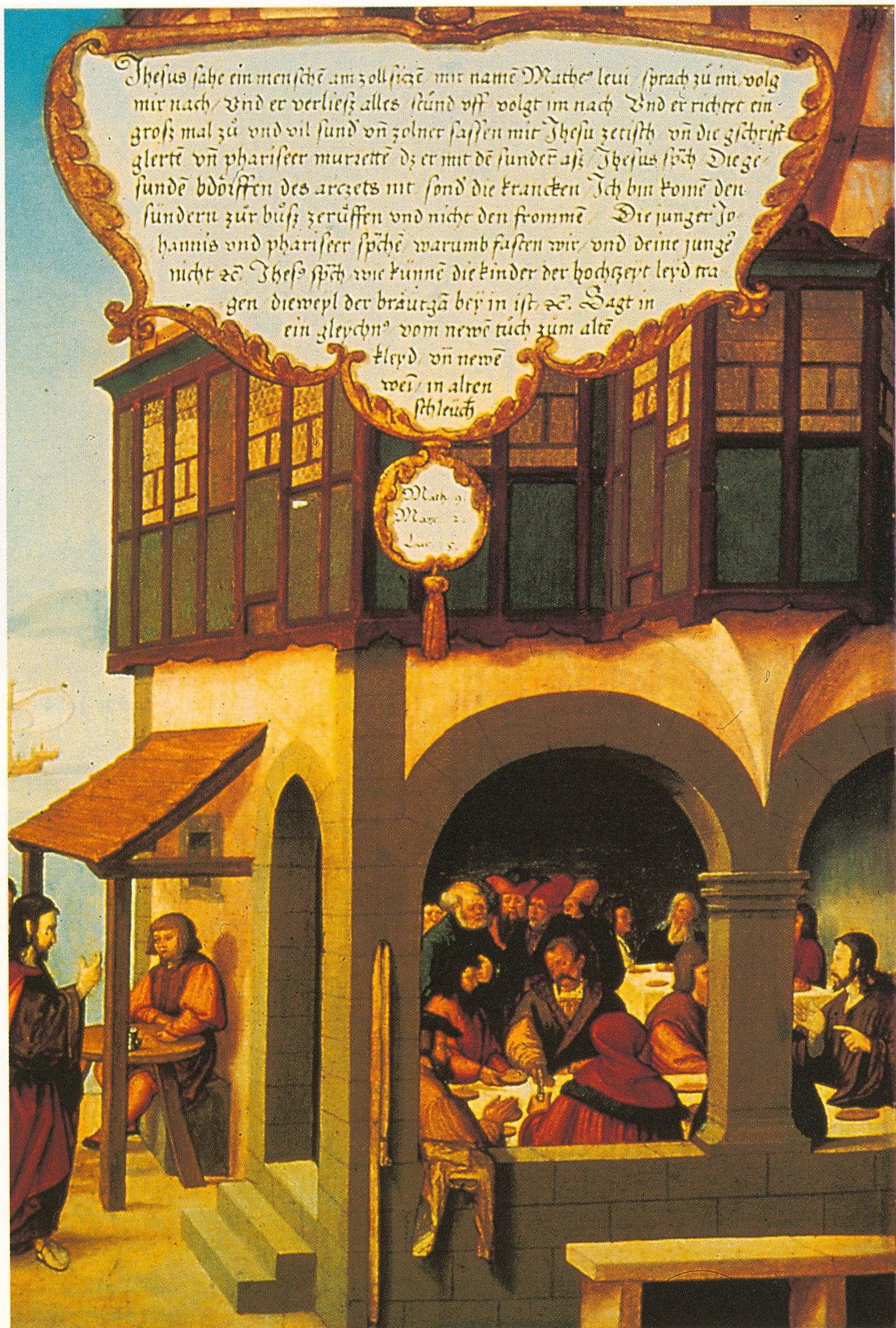
Bild 56: Die Berufung des Matthäus / Das Mahl mit den Zöllnern
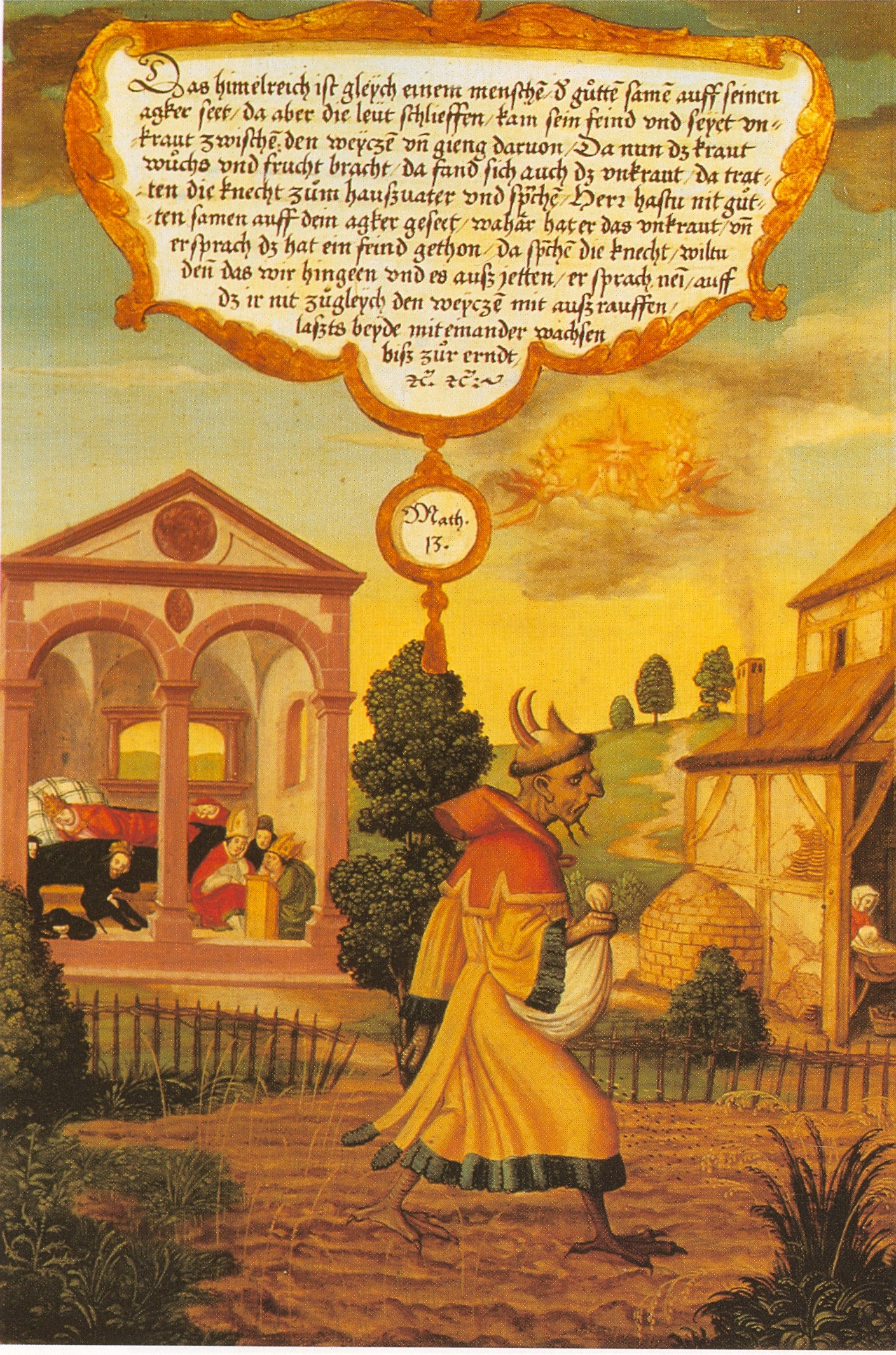
Bild 71: Das Gleichnis vom Unkraut unter dem Weizen / Das Gleichnis vom Sauerteig
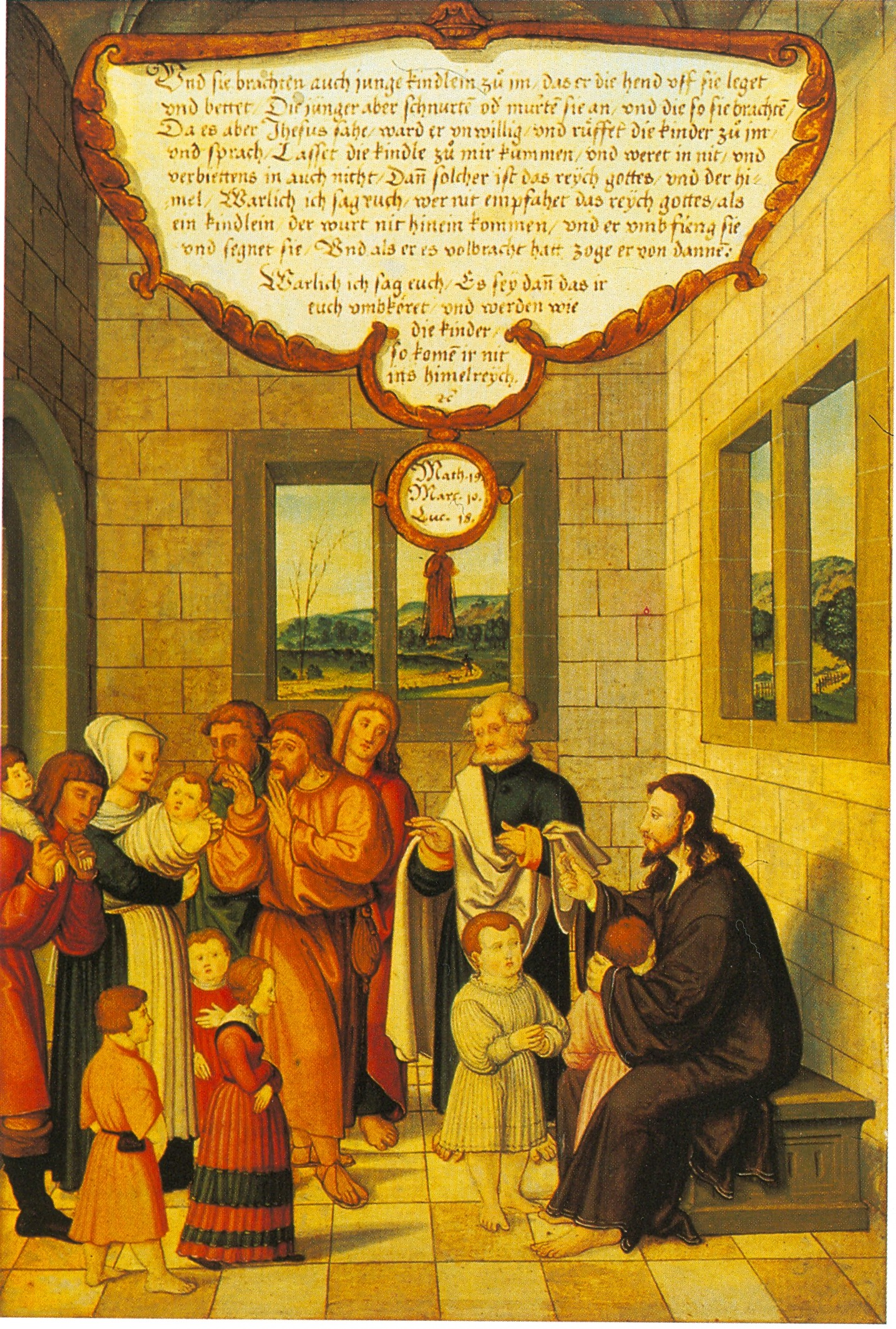
Bild 93: Jesus segnet die Kinder
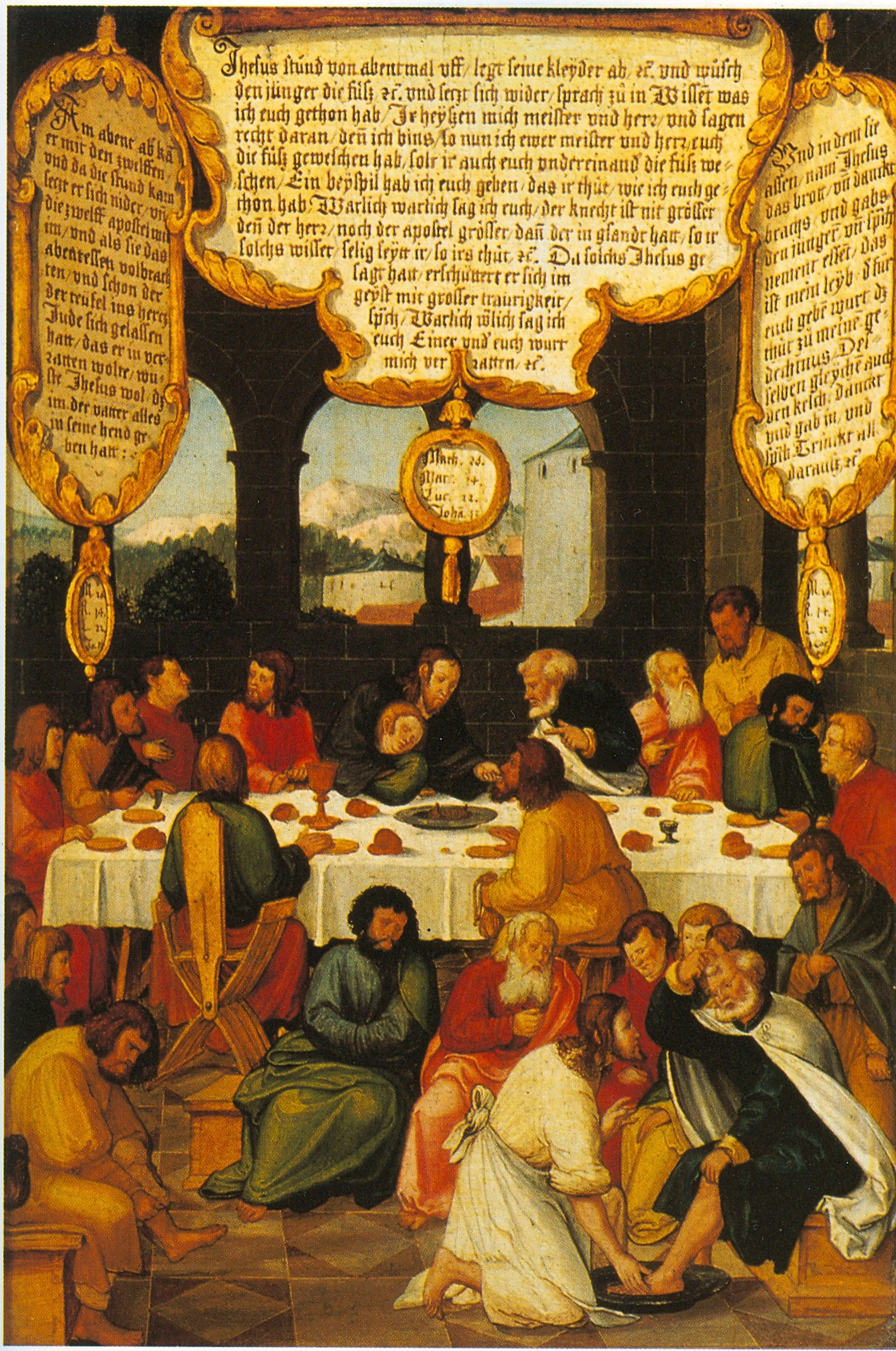
Bild 134: Die Fußwaschung / Das letzte Abendmahl

## Nachbildungen

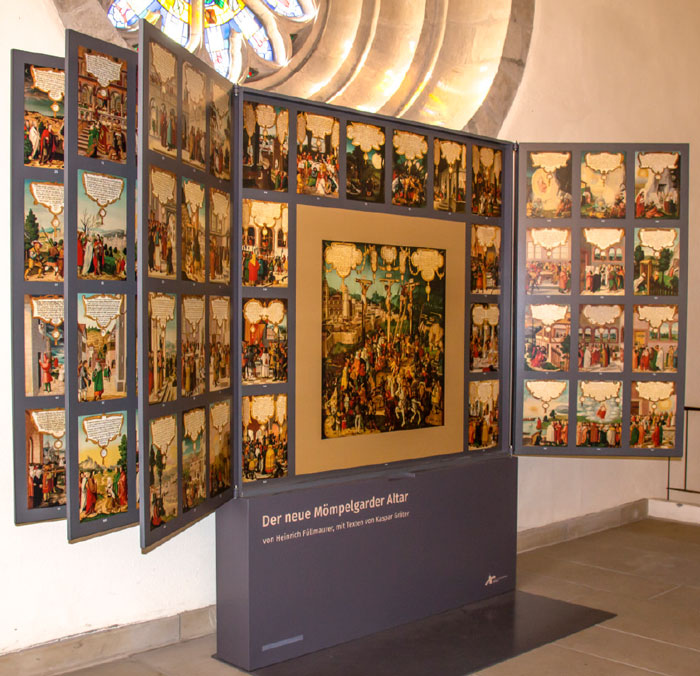
Der moderne Nachbau des Mömpelgarder Altars in Herrenberg

Die Evangelische Kirche in Deutschland (EKD) begann 2010 anlässlich des 2017 bevorstehenden 500-jährigen Reformationsjubiläums die Kampagne „Themenjahr“. Im Jahr 2015 entstand im Rahmen des Themas „Reformation – Bild und Bibel“ die Grundidee für den Nachbau des Altars in der Agentur Krauss in Zusammenarbeit mit der Evangelischen Kirchengemeinde Herrenberg. Der ehemalige Erste Bürgermeister von Herrenberg, Helmut Maier, legte den inhaltlichen Grundstein durch jahrelange intensive Vorarbeiten zum frühreformatorischen Altar aus der Feder Gräters und der Werkstatt Füllmaurers. Nicht zuletzt durch die Freigabe aller Bilder durch das Kunsthistorische Museum in Wien war die Reproduktion möglich.
Gestaltung und Umsetzung des Altars erfolgten durch die Agentur Krauss sowie den Böblinger Werbetechniker Ulrich Jehle. Das Replikat lädt zum Verweilen, Berühren und dank der ausgeklügelten Werbetechnik auch zum Umblättern ein. Der transportable Nachbau, aufgestellt auf der Empore der Herrenberger Stiftskirche, kann an andere Standorte ausgeliehen werden.
Eine weitere Nachbildung befindet sich seit 2016 in der evangelischen Kirche St. Martin in Montbéliard.